# Революция
Револю́ция (от позднелат. revolutio — «вращение, переворот, превращение, обращение») — коренной переворот, резкий скачкообразный переход от одного качественного состояния к другому.
Различают революции:
- в политическом смысле — коренной переворот в жизни общества, резкая смена социального или политического строя, происходящая как мирным, так и насильственным способом[2];
- в экономическом смысле — сильное изменение в форме ведения хозяйства, появление новых орудий труда, увеличение производительных сил, изменение производительных отношений (неолитическая революция, промышленная революция)
- в культуре (культурная революция);
- в науке (термин «научная революция» введён в обращение Томасом С. Куном[3]) — в физике, биологии, медицине, философии и космологии, «зелёная революция»;
- в технике («научно-техническая революция»);
- в демографии (демографическая революция);
- в природе (геологическая революция).

Революционе́р, революционерка (ж.) — активист (реже, сторонник) революции. Революционный деятель — деятель (участник) революции.
Революцию как качественный скачок, как быстрые и существенные изменения, отличают и от эволюции, где развитие происходит плавно и постепенно. В принципе, революция (как и эволюция) может произойти в любой сфере. Диалектика рассматривает революцию как переход количественных изменений в качественные; математический аппарат этого разрабатывается теориями устойчивости и катастроф.
Антонимы — эволюция, контрреволюция.

## История термина

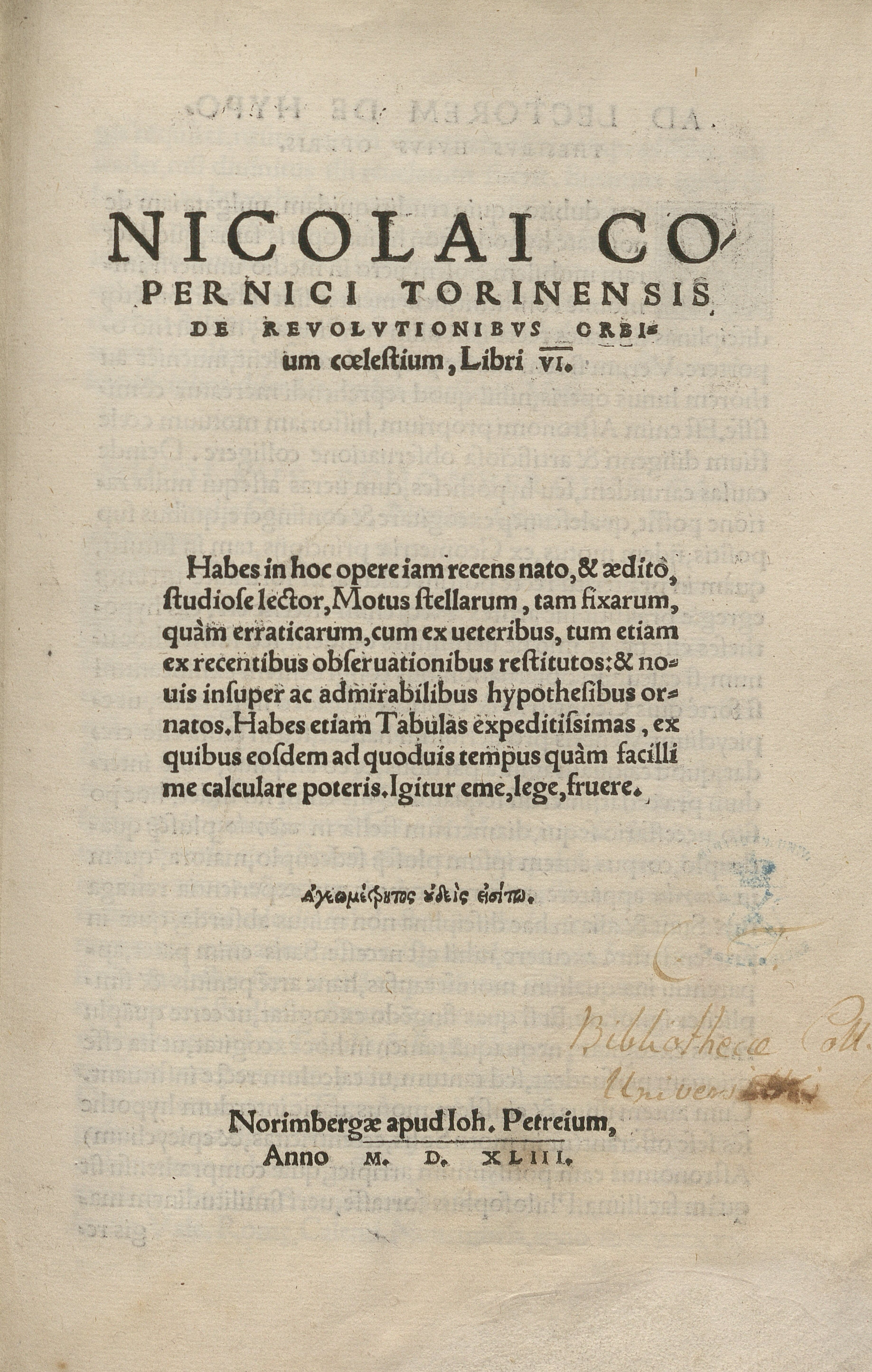
Николай Коперник, «О вращениях небесных сфер»

Первоначально термин revolution употреблялся в астрологии и алхимии. В научный язык термин вошёл из названия книги Николая Коперника «De revolutionibus orbium coelestium» («О вращениях небесных сфер», 1543).
Иногда «революциями» традиционно называют те или иные социально-политические явления, которые, строго говоря, не носят революционного характера — государственный переворот (например, приведшая к замене на английском престоле династии Стюартов династией Оранских-Нассау («Славная революция» 1688—1689 годов); политику модернизации Ирана при шахе Мохаммеде Реза Пехлеви («белая революция») или кампанию Мао Цзэдуна по ликвидации своих конкурентов в структурах КПК сверху донизу в 1966—1976 годах («Великая пролетарская культурная революция»).

## Социальные революции

### Типичные причины революции
Революция как тип общественных движений, имеет ряд причин, объясняющих их появление. Исследователи революционного движения насчитывают пять общих элементов, которые считаются необходимыми:
1. Проблемы в экономической и фискальной сфере. Снижение потока денежных средств в государственную казну и в руки элит обычно приводят к повышению налогообложения или влезанию в кредит, часто несправедливым образом. Отчего способность выплачивать зарплату чиновникам и военным уменьшается, что приводит к росту недовольств и волнений[5].
2. Отчуждение и сопротивление элит. В элитарных слоях каждый борется за власть и управление. В этой борьбе некоторые элиты могут прийти к мнению, что существует узкий круг из членов этнической или региональных групп, в которую входит правитель и имеет несправедливо больше полномочий, нежели другие. Отчего недовольные элиты могут воспользоваться народным возмущением и вызвать мобилизацию.
3. Революционная мобилизация. Широко распространённое народное возмущение, подкреплённое поддержкой элит, перерастает в мятеж, который может быть вызван не обязательно нищетой или неравенством, а ощущением потери положения в обществе.
4. Идеология. Представляет собой убедительный и разделяемый большинством нарратив борьбы, объединяющий требования населения и элит. Она может принимать разные формы: религиозного движения, национального освобождения и прочее.
5. Благоприятная международная обстановка. Успех революции часто зависел от иностранной поддержки в форме отказа поддерживать политику правительства или согласия сотрудничать с оппозиционным лагерем. Так же, как вмешательство иностранной державы интервенцией, направленной на укрепление контрреволюции, приводил к краху многие революционные мятежи.

Все пять условий совпадают редко. Более того, их трудно распознать в периоды мнимой стабильности. Эти факторы можно логично расписать ретроспективно, но «изнутри» в ходе нарастания революционных настроений их выявить проблематично.

### Условия революционной ситуации
Различные противоречия в обществе не всегда приводят к революции или революционной ситуации, но без противоречий в обществе революционные ситуации не возникают. Следовательно предпосылками для появления таких ситуаций могут быть:
- разделение (социальное, национальное и классовое) общества;
- противоречия внутри элиты;
- распространение идеологии, альтернативной официальной, и готовность большей части общества её поддержать;
- падение авторитета власти.

Российский философ Леонид Гринин указывает на дополнительные условия для революции:
- наличие информационных технологий для распространения революционной идеологии (печать, радио, телевидение);
- наличие значимой доли грамотных людей в обществе.

### Историко-политологическое понимание
В политической науке революции делятся на социальные и политические:
- Социальные революции приводят к смене одного социально-экономического строя другим;
- Политические революции — к смене одного политического режима другим.

Отличительной чертой революций является неправовой характер изменений — несоответствие правовой системе предшествующего строя или режима.

Взятие Бастилии — начало Великой французской буржуазной революции

В идеологии марксизма существует разделение на буржуазные революции и социалистические. Примером буржуазных революций является Нидерландская революция XVI века, Английская революция XVII века, Первая американская революция (она же — Война за независимость американских колоний), Великая французская революция, революции 1848—1849 годов в Европе (революции в Германии, Австрии, Италии, Венгрии и так далее).
Если буржуазная революция приводит к замене феодализма капитализмом в экономике не до конца или не ликвидирует при этом феодальный политический режим, это обычно влечёт за собой возникновение буржуазно-демократических революций, смыслом которых является приведение политической надстройки в соответствие с экономическим базисом. Примерами таких революций являются революции 1848 и 1871 годов во Франции, Вторая американская революция (Война Севера с Югом), Революция 1905 года и Февральская буржуазно-демократическая революция 1917 года в России, Синьхайская революция 1911 года и Революция 1924—1927 годов в Китае, революции 1918 года в Германии и в Австро-Венгрии, Кемалистская революция 1918—1922 годов в Турции, Революция 1931—1939 годов в Испании, Исламская революция 1979 года в Иране и тому подобные.

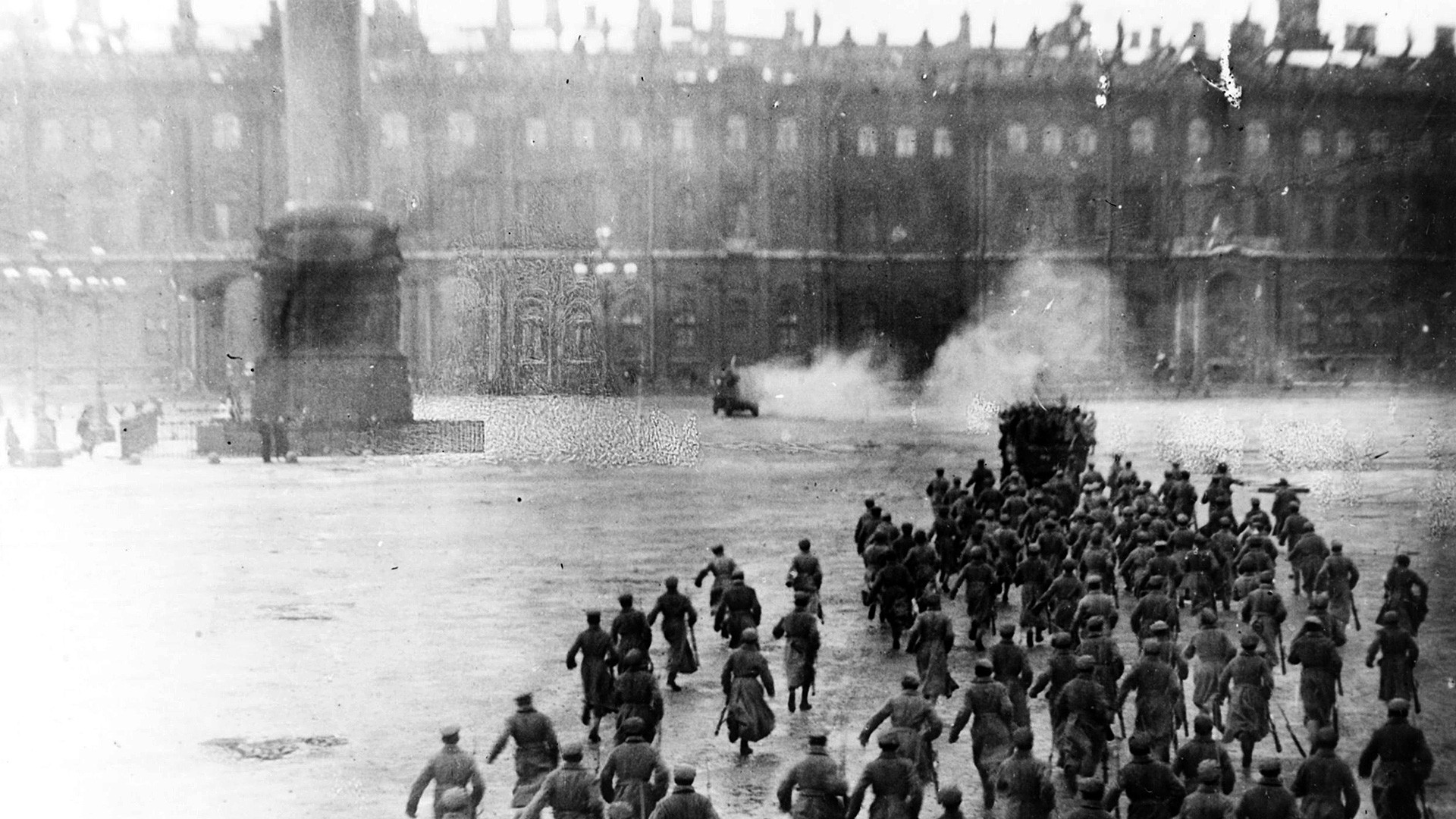
Инсценировка для кино штурма Зимнего дворца — победы Октябрьской социалистической революции

Социалистическая революция приводит к переходу от капитализма к социализму. Сталинистская традиция такой революцией считает Октябрьскую социалистическую революцию 1917 года в России, «народно-демократические революции» 1940-х годов в Восточной Европе, Китайскую революцию 1949 года, Кубинскую революцию 1959 года и т. д. Однако целый ряд направлений в марксизме (каутскианство, неомарксизм, постмарксизм, коммунизм рабочих советов, Франкфуртская школа, фрейдо-марксизм, марксистский экзистенциализм, школа «Праксиса», меньшинство в троцкизме (сторонники Тони Клиффа) и другие, а в Восточной Европе — отдельные теоретики, например, Рудольф Баро, Иштван Месарош, Юрий Семёнов, Александр Тарасов, Борис Кагарлицкий) отрицает социалистический характер этих революций.
В истории известны случаи, когда революции терпели поражение (крестьянские войны в Англии, Франции, Германии, России и других странах; Революция 1905 года в России; Революция 1808—1814, Испанская революция 1820—1823, Революция 1834—1843, Революция 1868—1874 годов в Испании; Революция 1848 года и Парижская коммуна во Франции; Сентябрьская революция 1836 года в Португалии; революции 1848—1849 годов в Германии, Австрии, Венгрии и Италии; Революция 1905—1911 годов в Иране; пролетарские революции в Баварии, Венгрии и Словакии 1919 года и так далее).
Известны также национально-освободительные революции, в ходе которых те или иные страны освобождаются от колониальной, полуколониальной или иной иностранной (национальной) зависимости. Примерами таких революций являются Нидерландская революция XVI века, Первая американская революция, войны за независимость в Латинской Америке в XIX веке, Филиппинская революция 1896—1898 годов, Августовская революция 1945 года во Вьетнаме, Июльская революция 1952 года в Египте, Иракская революция 1958 года, Алжирская революция и так далее. Однако в этих революциях национально-освободительный характер является внешним выражением классового характера революций — буржуазных, буржуазно-демократических или социалистических.

#### «Революции сверху»
К. Маркс и Ф. Энгельс, изучая процессы буржуазно-демократического преобразования в странах Центральной и Восточной Европы после поражения буржуазных революций 1848—1849 гг., подметили, что объективные задачи этих революций, не решённые ввиду слабости революционных классов, были в последующие два-три десятилетия решены теми правителями, которые подавили революции. Они назвали такой социально-политический феномен «революцией сверху». К ним также относится «Революция Мэйдзи» в Японии в 1867—1868 годах, «эпоха реформ» 1860-х годов при Александре II в России.
«Революции сверху» имеют, как правило, незавершённый характер и происходят в правовом поле, то есть являются реформами.

#### «Бархатные революции»
«Бархатные революции» в странах Восточной Европы и Монголии, в ходе которых в 1989—1991 годах были ликвидированы политические режимы советского типа, представляют собой определённую методологическую проблему. С одной стороны, поскольку в результате этих «бархатных революций» произошла смена общественно-политического строя, они полностью удовлетворяют определению революции; с другой стороны — они часто осуществлялись с участием правящих элит этих стран (номенклатурой), которые в результате усилили свои позиции (присоединив к власти также и собственность), а революции не осуществляются правящими классами и слоями, наоборот, они приводят к тому, что дореволюционные правящие классы и слои утрачивают власть и собственность. Кроме того, революции не приводят к воссозданию положения, существовавшего до предыдущей революции (в случае «бархатных революций» — восстановлению капитализма). Обычно такие изменения именуются не «революцией», а «реакцией» или «реставрацией» (поэтому неудивительно, что социал-демократы поддержали «бархатные революции», а в крайне левых кругах (за исключением части анархистов) их рассматривают как контрреволюции).
Одно из объяснений этого парадокса предлагает Александр Тарасов, который в работе «Национальный революционный процесс: внутренние закономерности и этапы» разработал схему обязательных этапов революций буржуазного и советского типа. В соответствии с этой схемой «бархатные революции» (так же, как и события августа 1991 года в СССР) являются лишь одним из этапов революционного процесса. Сталинские (и постсталинские) режимы советского типа Тарасов квалифицирует как термидорианские, то есть «контрреволюционные режимы в революционных одеждах», которые закономерно сменяются режимами Директории («режимы контрреволюционной демократии»). Таким образом, «бархатные революции» являются следующей стадией нисходящего этапа революции, переходом от термидорианских режимов к директориальным. Тарасов указывает, что со времён Великой Французской революции подобного рода перевороты, в ходе которых один этап революционного процесса сменяет другой, часто именуются их участниками «революциями».
В академических кругах понятие антикоммунистических революций широко утвердилось, главной особенностью «бархатных революций» (их также называют переговорными) считается мирная форма.

#### «Цветные революции»
Дальнейшим развитием «бархатных революций» стали так называемые «цветные революции». Так в конце XX — начале XXI века так стали называть любые смены политического режима или даже правительства в результате народных акций протеста.
Так, отстранение от власти президента Э. Шеварднадзе в Грузии в результате событий 2003 года — «розовой революцией» («революцией роз»);
приход к власти В. Ющенко в результате кампании протестов против официальных результатов выборов президента Украины 2004 года — «оранжевой революцией»;
отстранение от власти А. Акаева в ходе масштабных уличных беспорядков, разразившихся после парламентских выборов 2005 года в Киргизии, результаты которых, по мнению оппозиции, были сфальсифицированы — «тюльпановой революцией» и так далее.

## Революционный цикл
Истории Великой французской и других революций показали, что революция обычно проходит определённый цикл: сначала идёт нарастание (происходит радикализация власти либо за счёт прихода новых сил, либо за счёт радикализации тех, которые уже находятся у власти), затем происходит определённый откат (поддержка революции сокращается, так как общество от неё устает, а экономика приходит в упадок), что приводит к внутренней борьбе среди революционеров. После этого наступает реакция — «период Термидора».